# Camargue (caballo)
Camargue es una raza equina. El nombre "camargue" proviene de la región de Camarga – donde se origina esta raza de caballo – en el delta del Ródano, en el sur de Francia. En esta región este caballo es considerado un símbolo de libertad y tradición. Es el caballo utilizado por los gardians, los toreros/vaqueros de Camarga. 
La raza equina camargue es una raza muy antigua que vive en las marismas del delta del río Ródano desde hace muchos siglos. Esta raza fue utilizada en los ejércitos fenicios y romanos. Muchas razas equinas poseen un ascendiente de sangre camargue a través del caballo ibérico (jaca). Hay razón para creer que los jaca eran parte caballo celta, y otra parte camargue. En aquellas razas equinas que provienen de sangre jaca-camargue, especialmente las razas criollo se manifiesta la habilidad de los camargue para sobrevivir en condiciones extremas. Hoy en su gran mayoría son cuidados y usados por los gardians para arrear toros (cuya raza ganadera también se llama camargue). Estos toros participan en la corrida camarguesa, un juego deportivo en el que no se da muerte al animal.

## Apariencia
Aunque su pelo es blanco, todos los caballos camargue son de un color "gris". No son "blancos" ya que su piel es de color negro y solo el pelaje de los ejemplares adultos es blanco.
Al nacer poseen pelaje negro o marrón oscuro, el cual al entrar en la adultez comienza a virar hacia el blanco.
A pesar de ser relativamente pequeños, poseen la fuerza suficiente para ser montados por jinetes adultos. Robustos e inteligentes, poseen un cuello corto, pecho profundo, cuerpo compacto, una caja de costillas bien constituida, fuertes extremidades y una crin profusa.

## Características de la raza
- Estatura: entre 1,35 y 1,50 metros[1]
- Peso:  425 kg.